# Kulmim
Kulmim (arab. كلميم, fr. Guelmim a. Goulimine) – miasto w Maroku, ośrodek administracyjny regionu Kulmim-As-Samara. Ze względu na swoje położenie na dalekim południu Maroka miasto nazywane jest też Bramą na pustynię, w rzeczywistości jednak - chociaż okolice miasta istotnie mają pustynny charakter - Kulmim leży daleko od saharyjskich wydm.
W pobliżu miasta odbywa się cotygodniowy suk, zwany targiem wielbłądów. Współcześnie wielbłądy sprzedawane są tu jednak coraz rzadziej, ponieważ tradycyjne karawany stopniowo zastępowane są ciężarówkami. Do atrakcji turystycznych samego Kulmimu zalicza się natomiast liczący ponad sto lat pałac kaida Dahmana Takriego.

## Miasta partnerskie
- Marcory
- Rikou